# Gourdou-Leseurre GL-832 HY
Il Gourdou-Leseurre GL-832 HY fu un idroricognitore biposto a scarponi, monomotore ad ala bassa sviluppato dall'azienda aeronautica francese Gourdou-Leseurre nei primi anni trenta.
Venne adottato dalla Aéronautique navale, la componente aerea dalla Marine nationale, la marina militare francese, ed utilizzato su alcune unità navali maggiore della marina durante il periodo tra la Prima e la seconda guerra mondiale, rimanendo operativo fino all'inizio di quest'ultima.

## Storia del progetto
L'origine del progetto risale ad una specifica, emessa dalla Marine nationale nel 1930, relativa ad un idrovolante biposto imbarcato catapultabile destinato a ricoprire incarichi di ricognizione marittima a bordo degli  incrociatori della flotta, in particolare quelli operativi nelle colonie. Tra le caratteristiche richieste la necessità di unire nel modello leggerezza e robustezza, al fine di poter resistere alle intemperie ed alle varie situazioni climatiche, anche difficili, in cui si sarebbe trovato ad operare a tutte le latitudini. Inoltre era richiesto un buon comportamento di galleggiamento in alto mare ed una velatura ad ali ripiegabili per facilitare il rimessaggio in capannoni di fortuna ricavati sui ponti delle unità navali. Le specifiche sulle prestazioni riguardavano la velocità massima raggiungibile al decollo, fissata a stranamente a 140 km/h, quando le catapulte allora in dotazione permettevano di raggiungere al massimo gli 83 km/h.
Alla richiesta risposero numerose aziende nazionali già dal 1931: la Etienne Romano a Cannes, Marcel Besson a Billancourt, la Franco-British Aviation Company (FBA) ad Argenteuil, la Gourdou-Leseurre di Saint-Maur, la Chantiers Aéro-Maritimes de la Seine (CAMS) a Sartrouville, Pierre Levasseur a Parigi ed anche l'ingegnere navale di origini russe Vladimir Bodiansky.
La Gourdou-Leseurre, che già aveva realizzato il precedente GL-830 HY, decise di svilupparne un progetto derivato abbinando al velivolo un più piccolo radiale Hispano-Suiza 9Q. Il prototipo del nuovo modello, identificato come GL-831 HY, venne portato in volo per la prima volta il 23 dicembre 1931. Dopo le prove comparative di valutazione la marina militare francese dichiarò vincitore il progetto della Gourdou-Leseurre ed emise un ordine di fornitura per 22 esemplari che assunsero la nuova designazione GL-832 HY in quanto equipaggiati con una motorizzazione dalla potenza inferiore rispetto al prototipo.
Il primo esemplare di produzione in serie volò il 17 dicembre 1934 e la produzione si concluse in circa quattordici mesi, con l'ultimo esemplare portato in volo il 12 febbraio 1936.

## Tecnica
Il GL-832 HY era un idrovolante dall'impostazione classica a scarponi, dalla configurazione alare monoplana ad ala bassa, realizzato in tecnica mista con la cellula in metallo ed ala ricoperta in tela trattata. Il velivolo era caratterizzato da una grande ala per avere una portanza necessaria alle basse velocità tipiche per un lancio dalla catapulta, con le semiali ripiegabili all'indietro per consentire lo stivaggio a bordo di una nave. Insolita era la posizione dell'elemento orizzontale dell'impennaggio il quale, irrobustito da una coppia di aste di controvento, era attaccato alla parte inferiore della fusoliera posteriore. L'equipaggio era posizionato in fusoliera in due abitacoli aperti separati in tandem, dotati entrambi di un parabrezza.

## Impiego operativo
La Marine nationale impiegò i GL-832 HY come dotazione degli incrociatori leggeri di seconda linea come il Primauguet (classe Duguay-Trouin) e l'Émile Bertin e sui più piccoli avvisi coloniali della classe Bougainville. Dato che gli sloop non erano equipaggiati con una catapulta per aerei, i velivoli erano calati sulla superficie del mare tramite una gru. Gli esemplari rimasero operativi fino all'inizio della seconda guerra mondiale e non furono ritirati prima del 1941.

## Varianti
GL-830 HY
prototipo, versione equipaggiata con un motore radiale Hispano-Suiza 9Qdr da 350 hp (261 kW), realizzata in un solo esemplare.
GL-831 HY
prototipo, versione equipaggiata con un motore radiale Hispano-Suiza 9Wa da 250 hp (186 kW), realizzata in un solo esemplare.
GL-832 HY
versione di produzione in serie equipaggiata con un motore radiale Hispano-Suiza 9Qb da 230 hp (171 kW), realizzata in 22 esemplari.

## Utilizzatori
Francia
- Aéronautique navale